# An Angel Named Billy
Pour plus de détails, voir Fiche technique et Distribution.
An Angel Named Billy (Un ange nommé Billy)  est un film américain sorti en 2007 avec comme acteurs principaux Brent Battles, Dustin Belt et Robin Dionne. Le scénario est de Greg Osborne et Eliezer J. Gregorio. Il a été produit par Kevin M. Glover et Eliezer J. Gregorio et dirigé par by Greg Osborne,,

## Intrigue
Mark, qui a subi une crise cardiaque, et son meilleur ami, la drag queen Thomas, décident de trouver un nouveau petit ami pour le fils de Mark, James. Pendant ce temps, Billy, un jeune homme venant d'avoir 18 ans,  se fait embrasser pour la première fois, et c'est par son ami Rick. Malheureusement, il est surpris et chassé de la maison par son père. Perdu, effrayé et seul, Billy obtient un travail de gardiennage dans un café des environs. Billy doit apprendre à se prendre en mains, à compter sur lui-même et à assumer son homosexualité dans la vie.

## Distribution
- Brent Battles : Todd
- Dustin Belt : Billy
- Robin Dionne : Rondell
- Hank Fields : James
- Allison Fleming : Donna
- Buddy Daniels Friedman : Thomas
- Kadyr Gutierrez : Guy
- Molly Howe : Addy
- Amy Lyndon : Nancy
- Toni Malone : Tina
- Franklyn Passmore III : Dave le SDF
- Edgar Allan Poe IV : Steve Houston
- Matt Prokop : Zack, frère de Billy
- Shawn Richardson : Rick
- Richard Lewis Warren : Mark
- Kevin Perez : Matt